# La Bataille pour Anzio
Pour plus de détails, voir Fiche technique et Distribution.
La Bataille pour Anzio (Lo Sbarco di Anzio) est un film italo-américain coréalisé par Duilio Coletti et Edward Dmytryk, avec Robert Mitchum, Peter Falk, Robert Ryan, Earl Holliman, Mark Damon, Arthur Kennedy, sorti en 1968.

## Synopsis
Fin janvier 1944, le caporal Dick Ennis, correspondant de guerre américain à Naples, part couvrir le débarquement anglo-américain d’Anzio en Italie, opération qui a pour double but de déborder la ligne Gustav (devant laquelle les Alliés piétinent depuis plusieurs mois) et de permettre l’occupation des monts Albains, hauteurs stratégiques au sud de Rome. À la grande surprise des attaquants, la plage, ses environs et l’arrière-pays se révèlent totalement déserts. Au volant d'une jeep Dick Ennis escorté du sergent Stimmler et du caporal Rabinoff effectue même une reconnaissance sans embûches dans Rome quasiment abandonnée par les forces allemandes et revient en informer dans son QG d’Anzio le général Lesley, commandant en chef de la tête de pont. Mais celui-ci se montre excessivement prudent : échaudé par le souvenir du débarquement très coûteux de l'été 1943 en Sicile, il pense que l’aspect désert du terrain dissimule un piège et ne s’occupe que de consolider la tête de pont dans l’attente de la contre-attaque allemande qu’il juge inévitable.  
Du côté allemand, le débarquement d’Anzio occasionne d’abord des sueurs froides au  Feldmarschall Kesselring, commandant suprême des forces du Reich en Italie, car la zone menacée est effectivement dépourvue de troupes allemandes. Puis se rendant compte de l’immobilisme des Alliés, il ordonne à plusieurs de ses divisions de se porter en hâte autour des positions alliées. Kesselring ordonne également la mobilisation des Italiens en âge de travailler à l’édification d’une ligne de défense fortifiée et inexpugnable qu’il baptise ligne César. Il s’inquiète cependant du jeune âge de ses soldats et de la pénurie d’essence qui frappe alors ses armées. Un peu plus tard Dick Ennis se prépare à marcher de nuit avec le 2e Bataillon de Rangers jusqu’à la localité de Cisterna qui est considérée comme le point faible du dispositif de défense ennemi et dont il faut s'emparer. Le bataillon arrive au matin dans un défilé où des unités allemandes dissimulées dans le paysage (des chars de combat et des mitrailleuses lourdes) le prennent au piège et le massacrent. Sur les 767 hommes du bataillon, seulement 7 en réchappent dont Dick Ennis, le sergent Stimmler et le caporal Rabinoff. Ces hommes tentent alors de revenir vers la plage d’Anzio. Pourchassés par un char lance-flammes, ils traversent un champ de mines et découvrent à la nuit tombée les travaux de construction de la ligne César, reconnaissant parmi les travailleurs forcés italiens un civil rencontré précédemment à Rome.  
Le lendemain matin, après qu’un des survivants a été tué après avoir été fait prisonnier, le groupe se reconstitue et se réfugie dans une maison occupée par des femmes. Le moment de repos est interrompu par une escouade allemande qui se fait anéantir par surprise mais le groupe doit alors reprendre la route. Dick Ennis ne parvient à rallier finalement Anzio que le jour suivant, après avoir franchi des lignes ennemies constituées de snipers qui ont décimé ses camarades. C’est pour apprendre que le général Lesley a été démis de son commandement et remplacé par un chef plus énergique. L’un des enjeux de l'histoire est la compréhension des raisons profondes qui poussent les hommes à se faire la guerre. le caporal Dick Ennis est en effet un vétéran de plusieurs campagnes alliées et il ne se décide pas à raccrocher.
Il trouve dans le caporal Rabinoff un alter ego, car celui-ci conserve dans le corps les éclats et les séquelles d’une grenade japonaise et voit dans la guerre une façon de vivre la vie plus intensément que les hommes ordinaires.

## Fiche technique
- Sortie : 
  - États-Unis : 24 juillet 1968
  - France : 27 septembre 1968
- Affiche : Georges Kerfyser (France)

## Distribution
- Robert Mitchum (VF : Paul-Émile Deiber) : Dick Ennis (Correspondant de guerre)
- Peter Falk (VF : Pierre Trabaud) : Caporal Jack Rabinoff
- Robert Ryan (VF : Roger Tréville) : Général Carson
- Earl Holliman (VF : Albert Augier) : Sergent Stimmler
- Mark Damon : Wally Richardson
- Arthur Kennedy (VF : Jacques Berthier) : Général Lesley
- Reni Santoni (VF : Jacques Deschamps) : Soldat Movie
- Joseph Walsh (VF : Bernard Woringer) : Soldat Doyle
- Thomas Hunter : Soldat Andy
- Giancarlo Giannini : Soldat Cellini
- Anthony Steel (VF : Claude Giraud) : Général Marsh
- Patrick Magee (VF : Louis Arbessier) : Général Starkey
- Arthur Franz (VF : Robert Dalban) : Général Howard
- Tonio Selwart : Général Von Mackensen
- Wayde Preston (VF : Raymond Loyer) : Colonel Hendricks
- Venantino Venantini (VF : Jean-Claude Michel) : Capitaine Burns
- Wolfgang Preiss (VF : Howard Vernon) : Field Marshal Kesselring
- Tiberio Mitri (VF : Claude Joseph) : le sergent de la Police Militaire à Naples
- Dante Maggio (VF : Albert Médina) : le marchand ambulant napolitain